# 어디에
"어디에"(Where You Are)는 한국에서 제작된 장수영 감독의 2003년 드라마, 가족 영화이다. 안소림 등이 주연으로 출연하였다.

## 출연

### 주연
- 안소림
- 김경애
- 정종훈

## 기타
- 조명: 김치성
- 녹음: 정군
- 믹싱: 김한솔
- 작곡: 좌은혜
- 작곡: 이화
- 미술: 강성용